# Louzouer
Louzouer är en kommun i departementet Loiret i regionen Centre-Val de Loire strax norr Frankrikes mitt. Kommunen ligger i kantonen Courtenay som tillhör arrondissementet Montargis. År 2022 hade Louzouer 246 invånare.

## Befolkningsutveckling
Antalet invånare i kommunen Louzouer
| Referens: INSEE |